# Perii Vadului, Sălaj
Perii Vadului, colocvial Curtuiuș, (în maghiară Révkörtvélyes, colocvial Körtvélyes), este un sat în comuna Ileanda din județul Sălaj, Transilvania, România.

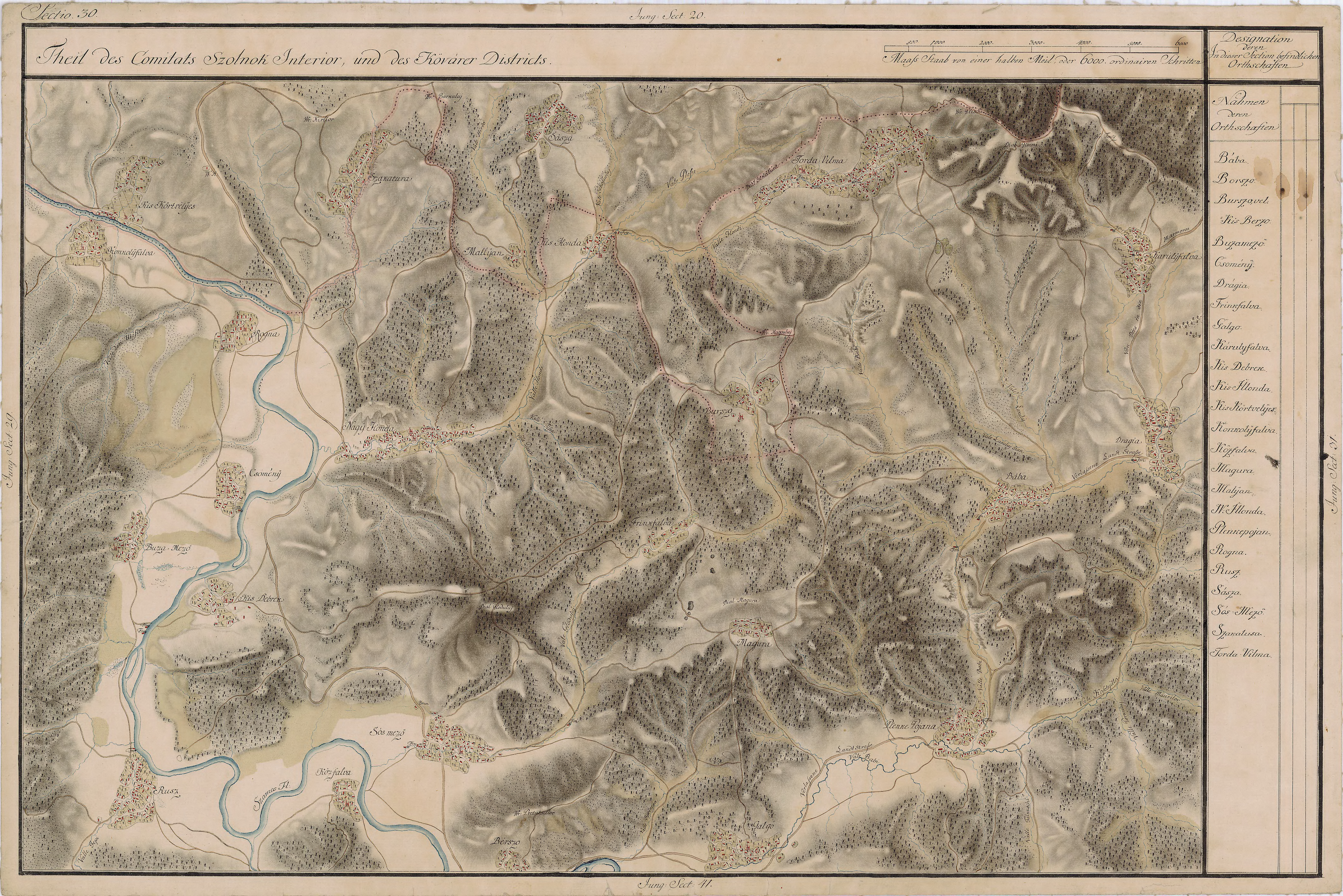
Perii Vadului în Harta Iosefină a Transilvaniei, 1769-1773